# Hafnerberg (Gemeinde Altenmarkt an der Triesting)
Hafnerberg ist ein Dorf in der Marktgemeinde Altenmarkt an der Triesting im Bezirk Baden in Niederösterreich.

## Geografie
Das Dorf liegt nordöstlich von Altenmarkt am Übergang vom Triestingtal in das Tal der Schwechat, der an sich bei Dörfl (501 m ü. A.) vollzogen wird, jedoch in Hafnerberg (478 m ü. A.) einen ersten Höhepunkt findet. Durch den Ort führt die Mödlinger Straße und die Strecke ins Triestingtal wurde von Philipp Schlucker trassiert. Am 1. April 2020 umfasste das Dorf 40 Gebäude.

## Geschichte
In Folge der Theresianischen Reformen wurde der Ort dem Kreis Unter-Wienerwald unterstellt und nach dem Umbruch 1848 war er bis 1867 dem Amtsbezirk Pottenstein zugeteilt.
Laut Adressbuch von Österreich waren im Jahr 1938 in Hafnerberg ein Bäcker, zwei Gastwirte, eine Gemischtwarenhändlerin, ein Tischler und ein Landwirt mit Direktvertrieb ansässig. Bis zur Eingemeindung nach Altenmarkt war der Ort ein Teil der damaligen Gemeinde Nöstach.

## Sehenswürdigkeiten
- Wallfahrtskirche Hafnerberg